# Andrew S. McFarland
Andrew S. McFarland (* 24. Dezember 1940 in Boston) ist ein US-amerikanischer Politikwissenschaftler und Hochschullehrer.

## Leben und Wirken
Andrew S. McFarland studierte Politikwissenschaft zunächst am Oberlin College und erwarb dort 1962 den Bachelorgrad. Sein Studium setzte er dann an der University of California Berkeley fort, wo er 1963 die Magisterprüfung ablegte und 1966 zum Ph.D. promovierte. Von 1964 bis 1974 war McFarland an der University of California Berkeley als wissenschaftlicher Assistent tätig. Bis 1978 war er dann Mitarbeiter an der Brookings Institution. Es folgten Gastprofessuren an der University of Chicago und der University of California in Los Angeles. Im Jahre 1984 übernahm er dann eine Professur für Politikwissenschaft an der University of Illinois at Chicago. Dort trat er 2015 in den Ruhestand.
In Lehre und Forschung beschäftigte sich McFarland vor allem mit Interessengruppen und Lobbyismus im politischen System der USA, insbesondere mit Gruppen wie "Common Cause", die sich für das öffentliche Interesse einsetzen.

## Veröffentlichungen (Auswahl)
- Power and leadership in pluralist systems. Stanford University Press, Stanford, Calif. 1969.
- Public interest lobbies. Decision making on energy (= AEI studies, Bd. 136). American Enterprise Inst. for Public Policy Research, Washington, D.C. 1978, ISBN 0-8447-3229-X.
- "Third Forces" in American Politics. The Case of Common Cause. In: Jeff Fishel (Hrsg.): Parties and elections in an anti-party age. Indiana University Press, Bloomington, Ind. 1978, S. 318–332, ISBN 0-253-20209-4.
- Public Interest Lobbies. In: Robert E. DiClerico (Hrsg.): Points of view. Readings in American government and politics. Addison-Wesley, Reading, Mass. 1980, S. 132–145, ISBN 0-201-02990-1.
- Public Interest Lobbies Versus Minority Faction. In: Allan J. Cigler (Hrsg.): Interest group politics. Congressional Quarterly Press, Washington, D.C. 1983, S. 324–353, ISBN 0-87187-247-1.
- Common cause. Lobbying in the public interest. Chatham House Publ., Chatham, N.J. 1984, ISBN 0-934540-29-2.
- Energy Lobbies. In: Annual Review of Energy, Bd. 9 (1984), S. 501–527.
- Groups Without Government. In: Allan J. Cigler (Hrsg.): Interest group politics. Congressional Quarterly Press, Washington, D.C. 1986, S. 289–302, ISBN 0-87187-372-9.
- Interest Groups and Theories of Power in America. In: British Journal of Political Science, Bd. 17 (1987), S. 129–147.
- Interest Groups and Political Time. In: British Journal of Political Science, Bd. 21 (1991), S. 257–284.
- Interest Groups and the Policymaking Process. Sources of Countervailing Power in America. In: Mark P. Petracca (Hrsg.): The politics of interests. Interest groups transformed. Westview Press, Boulder, Colo. 1992, S. 58–79, ISBN 0-8133-1000-8.
- Cooperative pluralism. The national coal policy experiment. University Press of Kansas, Lawrence, Kan. 1993, ISBN 0-7006-0617-3.
- Policy Typologies and U.S. Asylum Policy. In: Southeastern Political Review, Bd. 22 (1994), S. 325–339.
- Neopluralism. The evolution of political process theory. University Press of Kansas, Lawrence, Kan. 2004, ISBN 0-7006-1310-2.
- Neopluralism. In: Annual Review of Political Science, Bd. 10 (2007), S. 45–66.
- Boycotts and Dixie Chicks. Creative political participation at home and abroad. Paradigm Publ., Boulder, Colo. 2010, ISBN 978-1-59451-819-5.
- Interest Group Theory. In: Louis Sandy Maisel (Hrsg.): Oxford handbook of American political parties and interest groups. Oxford University Press, Oxford 2010, S. 37–56, ISBN 978-0-19-960447-0.
- (Hrsg., mit Michele Micheletti): Creative participation. Responsability-taking in the political world. Routledge, London 2016, ISBN 978-1-59451-719-8.